# Maria Teresa Cárcomo Lobo
Maria Teresa de Almeida Rosa Cárcomo Lobo (Malanje, 18 febbraio 1929 – Rio de Janeiro, 8 dicembre 2018) è stata una politica e giurista portoghese, prima donna a ricoprire cariche di governo in Portogallo.

## Biografia
Nata in Angola d una famiglia di origini indiane, studiò giurisprudenza all'Università di Lisbona, pressò la quale conseguì anche un master in diritto.
Fu deputato della Assembleia Nacional della Seconda Repubblica portoghese, durante la XI legislatura.
Nel 1970, durante il regime autoritario di António Salazar, fu la prima donna ad assumere incarichi di governo nel Paese, come sottosegretario di Stato con deleghe alla Salute e all'Assistenza nel dicastero di Marcello Caetano, l'ultimo della serie di Estado Novo. Si occupò fra l'altro del IV Piano di Sviluppo, della verifica dell'operato del Commissario di Governo per gli Affari di Stato in India, di protezione degli animali e di trapianti di organi e di tessuti.
Fu a capo del "Gabinetto di Studi Economici e Relazioni con Organismi Internazionali" della Junta Nacional do Azeite in Lisbona; fu inoltre a capo anche del "Gabinetto di Studi Economici e Finanziari" del Banco Nacional Ultramarino, nonché docente e notaio a Macao (Hong Kong) e presidente del Centro Moçambicano de Estudos Cooperativos, in Mozambico.
Nel 1974, a seguito della rivoluzione dei garofani, emigrò per Rio de Janeiro, ove in seguito fu raggiunta da Caetano e dove entrò in magistratura (nel 1993, come titolare della 28ª Vara Federal della città brasiliana); si trattenne nella funzione sino al pensionamento, nel febbraio 1999. Le fu conferito il Collare d'Onore al merito giudiziario. Fu anche assessore speciale della Scuola di Magistratura Regionale Federale della 2ª Região e diresse il Forum della Sezione Giudiziaria di Rio nel biennio 1993/1994.
La Cárcomo Lobo fu membro del Consiglio Permanente della Associazione dei Giuristi dei Paesi di Lingua Portoghese e della Accademia Brasiliana di Scienze Economiche, Politiche e Sociali. Fu infine direttrice della Associazione Commerciale di Rio de Janeiro, e presiedette Il consiglio Imprenditoriale degli Affari Legali sino al giugno 2017, per poi rinunciare alla carica così da potersi dedicare alla stesura del libro "O Sistema Judicial da União Européia – Espaço de Liberdade, Segurança e Justiça" (Il sistema giudiziario dell'Unione Europea - Spazio di libertà, Sicurezza e Giustizia).
Dal 2015 al 2016 fu capo del Rotary Club di Rio.

## Opere
- Maria Teresa Cárcomo Lobo, Ordenamento Jurídico Comunitário, Jurua, 1997, ISBN 85-7308-148-1.
- Maria Teresa Cárcomo Lobo, Manual de Direito Comunitario: A Ordem Juridica da Uniao Europeia, Jurua, 2002, ISBN 85-362-0573-3.

Opere di cui fu co-autrice:
- O Princípio da Moralidade no Direito Tributário
- Tributação no Mercosul
- Imunidades Tributárias
- Processo Administrativo Tributário
- O Direito Tributário no Mercosul

## Onorificenze
- Grande Ufficiale dell'Ordine Militare di Cristo.
- Commendatore dell'ordine al merito (nominata dalla Cancelleria per l'America del Sud da The Open International University for Complementary Medicines;
- Medaglia Eça de Queiroz, concessa dallo Instituto para Cultura e Ciência Jurídica Luso-Brasileira.